# Juan Domingo Baldini
Juan Domingo Baldini (Buenos Aires, 13 de febrero de 1958-monte Longdon, islas Malvinas, 11 de junio de 1982) fue un militar argentino, ascendido a teniente post mortem, caído en acción en la guerra de las Malvinas. Era hijo único de Hedo Silverio Baldini y Antonia Riscal. Fue jefe de la 1.ª Sección de Tiradores de la Compañía "B" del Regimiento de Infantería 7 en el monte Longdon.

## Biografía
Juan Domingo Baldini nació el 13 de febrero de 1958, hijo de Hedo Silverio Baldini y Antonia Riscal. Ingresó al Colegio Militar de la Nación en 1976 y egresó como subteniente de infantería en 1979. El subteniente Baldini fue jefe de la 1.ª Sección de la Compañía B del RI 7. La responsabilidad de su Sección fue cubrir el frente oeste de la cima del monte Longdon.
El 11 de junio a las 21:30 horas Baldini informó que el ejército británico lo estaba atacando y que se preparaba para contraatacar. Inmediatamente después se perdió contacto con él.
La Sección de Baldini estaba combatiendo al ejército británico cuerpo a cuerpo. Se vio obligada a ceder la cresta de la altura, dejando muertos y heridos y causando bajas inglesas. Baldini reunió un grupo de soldados y contraatacó. Se lanzó al ataque al frente de sus hombres seguido a corta distancia por el cabo primero Ríos. Ráfagas de ametralladoras enemigas los abatieron a ambos. Sus subordinados se pusieron a cubierto y continuaron el combate. 

## Destino de sus restos
Su cuerpo fue enterrado en febrero de 1983 por los británicos en el Cementerio de Darwin como un Soldado Argentino Solo Conocido por Dios. Al momento de su muerte, su cuerpo no tenía ninguna chapa identificatoria.
En noviembre de 2019 Baldini se constituyó en el soldado 115 en ser identificado en el marco del Plan Proyecto Humanitario. Su cuerpo volvió a ser enterrado en la tumba D.C.1.4 en el mismo cementerio.

## Condecoraciones y homenajes
La superioridad le dio la Medalla al Valor en Combate y lo promovió a teniente post mortem.
En 1998 fue declarado "héroe nacional" por la ley 24.950, junto con otros combatientes argentinos fallecidos en la guerra de las Malvinas.